# Monstera acacoyaguensis
Monstera acacoyaguensis Matuda – gatunek wieloletnich, wiecznie zielonych pnączy z rodziny obrazkowatych, pochodzący z obszaru od Meksyku do Belize, zasiedlający lasy deszczowe strefy równikowej.